# 당밀

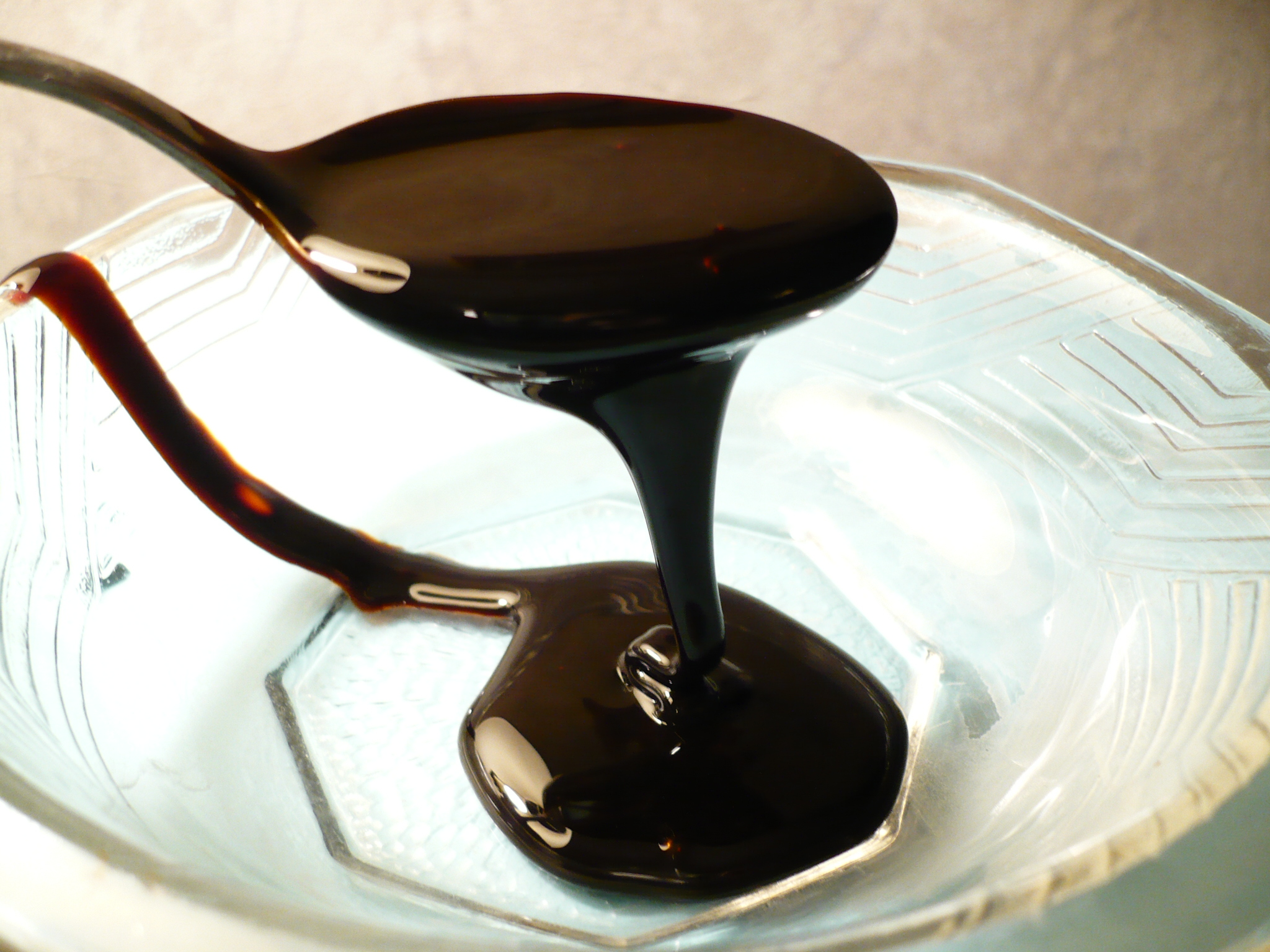

당밀(糖蜜, 영어: molasses)은 사탕수수나 사탕무를 설탕으로 가공할 때 부수적으로 나오는 찐득한 시럽을 말한다. 당밀의 질은 사탕수수나 사탕무의 성숙도, 설탕 추출량, 설탕 추출 방법 에 따라 달라진다.

## 사탕수수 당밀
사탕수수 당밀, 다른 말로 수수 당밀은 어린 푸른색 사탕수수로부터 만든다. 이산화황을 써서 처리하는데, 설탕 추출 과정에 있어서 이는 보존료로 작용한다. 사탕수수를 먼저 나무에서 재배해서 잎을 잘라둔다. 사탕수수의 즙을 사탕수수를 부수거나 갈아서 짜낸다. 이 즙을 끓여서 농축시키고 설탕 결정화를 시킨다. 처음 끓이고 나서 설탕을 제거한 후 남는 것이 "1차 당밀"이라 불린다. 비교적 적은 양의 설탕이 빠져나갔기 때문에 여기에는 많은 양의 설탕이 포함되어 있다.
"2차 당밀"은 두 번에 걸친 증류(끓임)와 설탕 추출 과정 후에 나오는 것이다. 맛에 약간 쓴 맛이 더해진다.
3번째로 끓이고 나서는 "블랙스트랩 당밀"(그냥 당밀이라 부른다.)이 나온다. 이 단계까지 오면 원액 중 대부분의 자당(sucrose)은 결정화된다. 하지만, 아직도 블랙스트랩 당밀의 대부분은 설탕이다. 그런데, 정제된 설탕과는 달리, 블랙스트랩 당밀에는 비타민과 미네랄이 들어 있다. 특히 칼슘, 마그네슘, 칼륨, 철 성분이 들어있다. 당밀 100g에는 각 영양소에 대해 일일 권장 요구량의 20퍼센트가 들어가 있다. 블랙스트랩 당밀은 간혹 건강식품으로 팔리기도 한다. 블랙스트랩 당밀은 소의 사료를 만들거나 할 때 등 다른 산업적인 용도로도 쓰인다.

## 사탕무 당밀
사탕무에서 나온 당밀은 수수 당밀과는 다르다. 최종 결정화 단계에서 잔존한 시럽만을 당밀이라 부른다; 중간 과정에서 나온 당밀은 "하이 그린"(high green) 혹은 "로 그린"(low green)이라 일컬어지며, 추출 효율을 높이기 위해 결정화 단계에서 재활용된다. 사탕무 당밀은 건조 중량으로 따져서 약 50%가 설탕이다. 이 중 대부분은 자당인데, 또한 많은 양의 포도당과 과당을 함유하고 있다. 사탕무 당밀은 세포 성장에 있어서 중요한 바이오틴 (비타민 H 혹은 B7)이 결여되어 있다. 사람들은 사탕무 당밀과 함께 다른 바이오틴을 섭취해야 한다.  설탕 이외에도 염, 예를 들어 칼슘, 칼륨, 수산염, 염화물도 함유하고 있다. 이러한 염류들은 원래의 사탕무 혹은 추출 과정에서 쓰이는 화학 물질에서 비롯된 것이다. 그래서, 사탕무 당밀은 맛이 없으며, 가축 사료의 첨가물로 쓰이거나(당밀 사탕무 사료), 발효 원료로 쓰인다.
당밀 디슈거라이재이션(molasses desugarisation)이라고 하는 과정을 거쳐 사탕무 당밀로부터 추가의 설탕을 추출해 내는 것이 가능하다. 공업적인 크로마토그라피법을 응용한 것이다. 자당을 당이 아닌 성분과 분리해내는 기법이다. 이 기법은 미국이나 유럽 일부 지역과 같이 설탕이 전 세계 시장 평균 가격보다 높게 유지되고 있는 지역에서 경제적으로 실익이 있어 실시되고 있다.

## 사용처 / 대체품
사탕수수 당밀은 빵을 굽는 데 있어서 흔히 쓰인다. 진저브레드나 쿠키를 만들 때 자주 쓰인다. 당밀이 없다면 다음과 같이 대체가 가능하다. 당밀 한 컵에 대해 : 꿀 1 컵 혹은 흑설탕 ¾컵, 다크 콘 시럽 1 컵, 설탕 1 컵과 물 1/4 컵, 혹은 메이플 시럽 1컵으로 대체한다.

## 다른 재료로부터

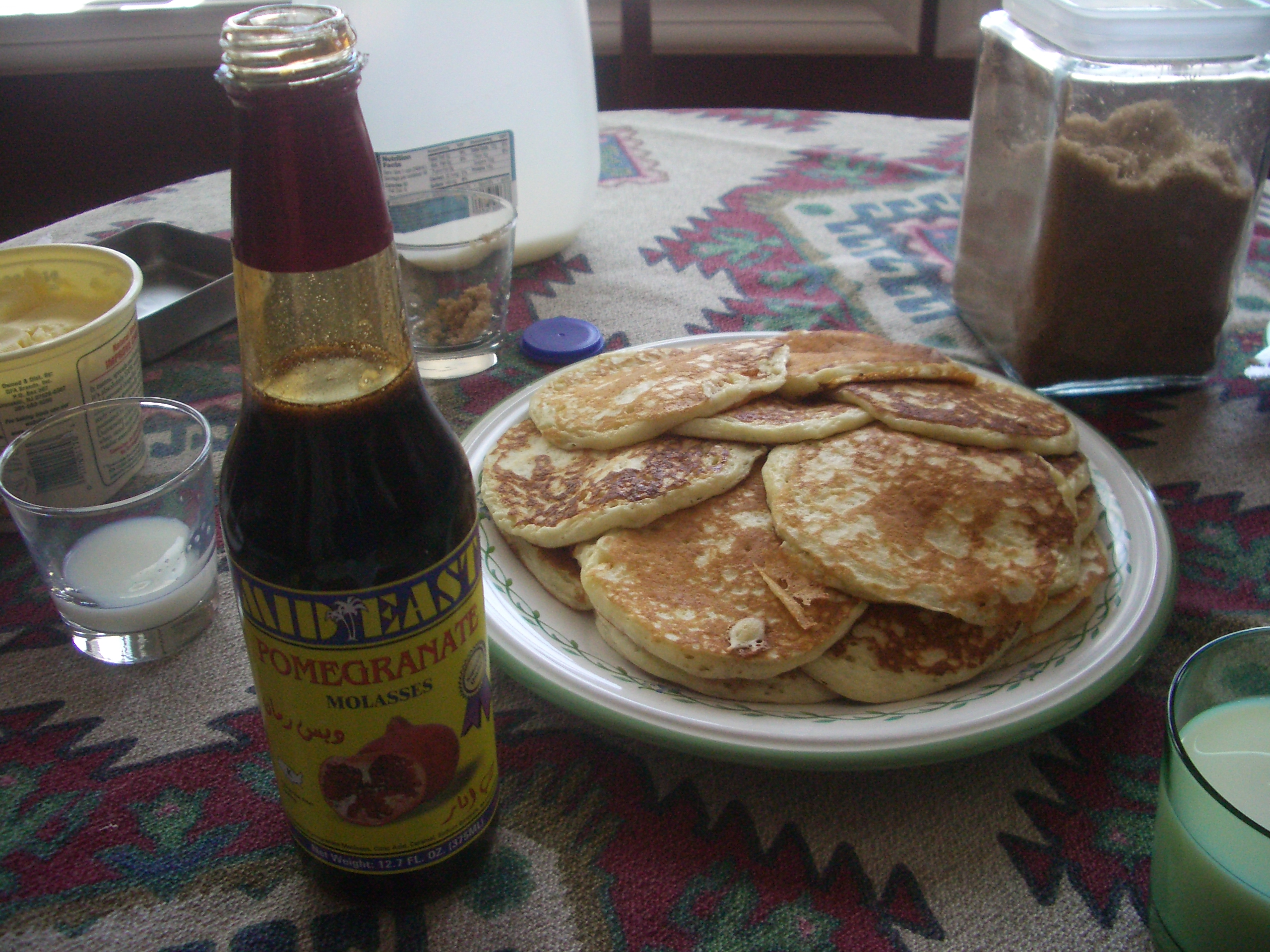
병에 담긴 석류 당밀. 팬케익에 발라 먹는다.

중동 지방의 요리에서는, 당밀은 다른 여러 재료로부터 만들어지기도 한다. 예를 들어 케럽, 포도, 조야수, 석류, 오디 등에서부터 만들어지기도 한다.

## 영어 단어 Molasses
단어 Molasses는 포르투갈어 단어 "melaço"에서 기원하였다. melaço라는 단어는 그리스어로 꿀을 뜻하는 "mellas"에서 기원하였다.
미국에서는 수수 시럽을 일컬을 때 Molasses라는 용어를 쓰기도 한다.

## 함밀당
함밀당은 당밀을 포함하고 있는 당을 가리키며, 분밀당에 대응하는 용어이다. 당밀은 그 자체가 당밀이기 때문에 좁은 의미의 함밀당이며, 더 넓은 의미의 함밀당에는 흑당(흑설탕), 갈색설탕, 폐당밀 등 당밀을 포함하고 있는 모든 당들이 포함된다.

## 같이 보기
- 럼